# Congolacerta asukului
Espèce
Congolacerta asukului est une espèce de sauriens de la famille des Lacertidae.

## Répartition
Cette espèce est endémique des monts Itombwe au Sud-Kivu au Congo-Kinshasa.

## Étymologie
Cette espèce est nommée en l'honneur d'Asukulu M’Mema.

## Publication originale
- Greenbaum, Villanueva, Kusamba, Aristote & Branch , 2011 : A molecular phylogeny of Equatorial African Lacertidae, with the description of a new genus and species from eastern Democratic Republic of the Congo. Zoological Journal of the Linnean Society, vol. 163, p. 913–942 (texte intégral).